# Peter Bocage

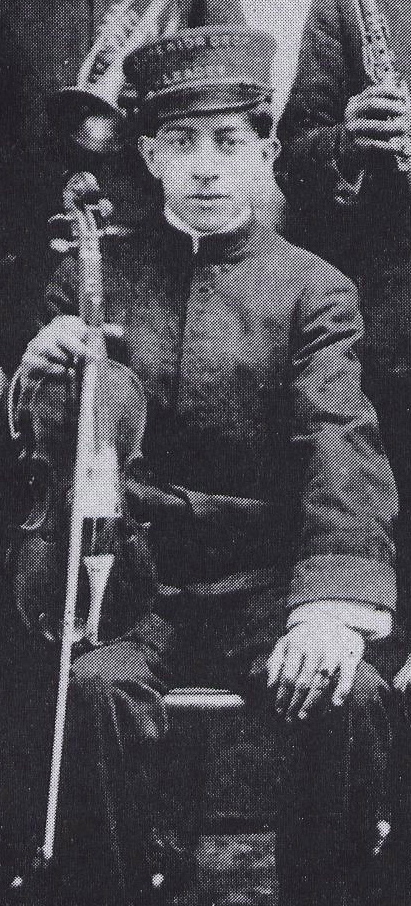
Peter Bocage

Peter Edwin Bocage, genannt Red Brown (* 31. Juli 1887 in Algiers, Louisiana; † 3. Dezember 1967 in New Orleans) war ein US-amerikanischer Jazz-Kornettist des frühen New Orleans Jazz. Außerdem spielte er Violine und manchmal Posaune, Banjo, Gitarre, Xylophon und weitere Instrumente.

## Leben
Bocage wurde als Sohn einer gut situierten kreolischen Familie in Algiers (gegenüber von New Orleans am anderen Mississippi-Ufer) geboren. Er lernte mit 13 Jahren Violine und spielte zunächst in der Band seines Vaters, dann in verschiedenen Bands in Storyville.
1908 wurde er Leiter des Superior Orchestra, in dem er auch Violine spielte (und Bunk Johnson Kornett). 1910 spielte er in der „Eagle Band“ (einer Marching Band) von Frankie Dusen Violine. Danach brachte er sich das Trompeten-Spiel bei und arbeitete 1917 im Orchester von Fate Marable auf Schaufelraddampfern.
Er spielte in vielen damals bekannten Bands wie der „Onward Brass Band“ (mit King Oliver) und im „Tuxedo Orchestra“ von Papa Celestin (mit Louis Armstrong). 1922 bis zu ihrer Auflösung in der Depression 1932 übernahm er die Leitung der „Excelsior Brass Band“. 1923 trat er „Armand Pirons New Orleans Orchestra“ bei, mit dem er kurz 1923 im Cotton Club in Harlem spielte und mit dem er 1925 und 1932 Aufnahmen machte.
Ende der 1930er Jahre arbeitete er für eine Versicherung, spielte aber wieder mit Beginn des Dixieland-Revival in den 1940er Jahren (und kurze Zeit 1939 in Boston mit Sidney Bechet als Ersatz für den von Bechet wegen Falsch-Spielens gefeuerten Bunk Johnson), z. B. in der Brass Band von Henry Allen senior und mit den „Creole Serenaders“ ab den 1950er Jahren. In den 1960er Jahren war er auch Mitglied der Band in der „Preservation Hall“.
Zeitlebens bezeichnete er sich dabei nicht als Jazzmusiker, sondern als Ragtime-Musiker des traditionell in „Downtown“ New Orleans gepflegten Stils (im überwiegend kreolischen Viertel inklusive des French Quarter von New Orleans). Den „Uptown“ (der mehr „englisch“ geprägte Teil auf der anderen Seite der Canal Street) von den „syncopaters“ gepflegten Hot-Stil eines Buddy Bolden, Freddie Keppard oder Bunk Johnson (dem er das Notenlesen beibrachte) lehnte er als lasterhaft („vicious“) ab.